# La Trappe
Die Zisterzienserabtei La Trappe (lat. Abbatia B. M. de Trappa; französisch Abbaye Notre-Dame de la Trappe), liegt in der französischen Gemeinde Soligny-la-Trappe im Département Orne, etwa vier Kilometer nordöstlich der Ortsmitte. Die Abtei gilt als namengebendes Mutterkloster der Trappisten.

## Geschichte
Das Kloster wurde nach einer Stiftung durch Rotrou III., Graf der Perche, 1122 gegründet und ist seit 1147, als sich die Kongregation von Savigny an den Zisterzienserorden anschloss, zisterziensisch. Im 16. Jahrhundert fiel es in Kommende, in deren Folge ein Niedergang stattfand.
Der letzte Kommendatarabt, Armand de Rancé bekehrte sich überraschend und entschloss sich, das klösterliche Leben dort zu erneuern. La Trappe gehörte daraufhin zu einer zisterziensischen Reformbewegung der „strengen Observanz“, die im Jahr 1892 einen eigenen Orden gründete. Aufgrund des überaus großen Einflusses von Rancé wurde der neue Orden anfangs „Trappistenorden“, nach dem Kloster La Trappe, genannt. Das Kloster wurde während der französischen Revolution 1790 aufgehoben, jedoch in der Restauration 1815 von ins Ausland ausgewichenen Mönchen wieder besiedelt. Am 2. Februar 2021 wurde Dom Thomas Georgeon zum Abt von La Trappe gewählt. Er stand der Abtei bereits seit 2019 als Superior ad nutum vor.

## Bauten und Anlage
Von der mittelalterlichen Anlage ist der Gästetrakt erhalten. Das Abtshaus wurde 1680 erbaut. Die übrigen Bauten, auch die Kirche, wurden im Stil der Neugotik im 19. Jahrhundert errichtet. Das Kloster steht als Monument historique unter Denkmalschutz.

## Nachweise
1. ↑  Monuments historiques